# Neobisium cervelloi
Espèce
Neobisium cervelloi est une espèce de pseudoscorpions de la famille des Neobisiidae.

## Distribution
Cette espèce est endémique d'Aragon en Espagne. Elle se rencontre à Torla-Ordesa sur le mont Perdu dans la grotte Avenc T-1 et à Valle de Echo dans la grotte Cueva de Allará.

## Description
La femelle holotype mesure 4 mm.

## Étymologie
Cette espèce est nommée en l'honneur de Josep Maria Cervelló.

## Publication originale
- Mahnert, 1977 : Spanische Höhlenpseudoskorpione. Miscelanea Zoologica, vol. 4, no 1, p. 61-104 (texte intégral).